# Vera Barón
Vera Barón Rodríguez (Madrid, 5 de agosto de 2004) es una deportista española que compite en ciclismo en la modalidad de trials. Su hermano Daniel compite en el mismo deporte.
Ganó diez medallas en el Campeonato Mundial de Trials entre los años 2019 y 2024, y tres medallas en el Campeonato Europeo de Trials entre los años 2019 y 2024.

## Palmarés internacional
| Campeonato Mundial | Campeonato Mundial    | Campeonato Mundial | Campeonato Mundial |
| Año                | Lugar                 | Medalla            | Competición        |
| ------------------ | --------------------- | ------------------ | ------------------ |
| 2019               | Chengdu (China)       | Medalla de oro     | Equipo mixto       |
| 2019               | Chengdu (China)       | Medalla de plata   | Trials 20″/26″     |
| 2021               | Vic (España)          | Medalla de oro     | Trials 20″/26″     |
| 2021               | Vic (España)          | Medalla de oro     | Equipo mixto       |
| 2022               | Abu Dabi (EAU)        | Medalla de oro     | Equipo mixto       |
| 2022               | Abu Dabi (EAU)        | Medalla de plata   | Trials 20″/26″     |
| 2023               | Glasgow (Reino Unido) | Medalla de oro     | Equipo mixto       |
| 2023               | Glasgow (Reino Unido) | Medalla de plata   | Trials 20″/26″     |
| 2024               | Abu Dabi (EAU)        | Medalla de oro     | Equipo mixto       |
| 2024               | Abu Dabi (EAU)        | Medalla de plata   | Trials 20″/26″     |
| Campeonato Europeo |                       |                    |                    |
| Año                | Lugar                 | Medalla            | Competición        |
| 2019               | Lucca (Italia)        | Medalla de bronce  | Trials 20″/26″     |
| 2023               | Poprad (Eslovaquia)   | Medalla de oro     | Trials 20″/26″     |
| 2024               | Jeumont (Francia)     | Medalla de oro     | Trials 20″/26″     |